# Болгария на «Евровидении-2013»
Болгария участвовала на Евровидении 2013 в Мальмё. Позже было объявлено, что артист будет выбран внутренним отбором. 10 февраля 2013 года было объявлено, что страну на конкурсе представят Елица Тодорова и Стоян Янкулов. Были презентованы 3 песни. 3 марта по результатам смешанного голосования жюри и телезрителей была выбрана песня Kismet. Однако, после было заявлено, что Болгарию представит песня Само Шампиони, занявшая 2 место.

## Отбор
| Номер | Исполнитель                    | Песня            | Жюри | Зрители | Результат |
| ----- | ------------------------------ | ---------------- | ---- | ------- | --------- |
| 1     | Елица Тодорова и Стоян Янкулов | Дзупай либе босо | 1    | 1       | 3         |
| 2     | Елица Тодорова и Стоян Янкулов | Кисмет           | 3    | 7       | 1         |
| 3     | Елица Тодорова и Стоян Янкулов | Само Шампиони    | 7    | 3       | 2         |

## Евровидение
Выступили во 2 полуфинале под номером 7. Набрали 45 баллов, что не позволило им пройти в финал.
| 12 баллов | 10 баллов                  | 8 баллов   | 7 баллов | 6 баллов                         |
| --------- | -------------------------- | ---------- | -------- | -------------------------------- |
|           | Армения                    | Сан-Марино |          | Испания                          |
| 5 баллов  | 4 балла                    | 3 балла    | 2 балла  | 1 балл                           |
|           | Албания Азербайджан Грузия | Македония  | Греция   | Франция Венгрия Норвегия Румыния |

### Голоса Болгарии
| 12 баллов | Азербайджан |
| 10 баллов | Греция      |
| 8 баллов  | Армения     |
| 7 баллов  | Норвегия    |
| 6 баллов  | Венгрия     |
| 5 баллов  | Македония   |
| 4 балла   | Израиль     |
| 3 балла   | Грузия      |
| 2 балла   | Румыния     |
| 1 балл    | Швейцария   |

| 12 баллов | Азербайджан |
| 10 баллов | Украина     |
| 8 баллов  | Армения     |
| 7 баллов  | Греция      |
| 6 баллов  | Венгрия     |
| 5 баллов  | Россия      |
| 4 балла   | Швеция      |
| 3 балла   | Молдавия    |
| 2 балла   | Дания       |
| 1 балл    | Норвегия    |